# 多爾切斯特足球會
多切斯特足球會（英語：Dorchester Town Football Club）是一家位於英格蘭西南部多實郡多切斯特的半職業足球俱樂部，目前於英格蘭足球南部聯賽超聯組南角逐。球會早於1880年成立，至今已經擁有超過130年的歷史，但在各項賽事的成績未見突出，他們現時所屬的南部聯賽已經是球會歷史上身處過的最高比賽級別。多切斯特的主場球場是大道球場，位於當地的康沃爾公爵領地之上。另外除了男子隊伍以外，多切斯特亦設有女子球隊。

## 歷史
多切斯特足球會成立於1880年，是英格蘭西南部地區歷史最悠久的球隊之一；不過他們首次參與常規性競賽足球卻要遲至二戰以後。在1947/48球季，多切斯特開始在西部聯賽（Western Football League）第二級組別競逐，而且三季以後便升班到第一級別作賽。1954年是多切斯特少有的豐收年份，他們贏得了球會歷史中屈指可數的冠軍。儘管如此，很快他們就發現自己竟然無法順理成章地升格到英格蘭足球南部聯賽（Southern League），原因乃不獲該賽會認可為「正式競賽會員」。會籍爭議一直持續至1972年才真正地解決，那時多切斯特終於得到了一個遲來的參賽席位，但球會的發展步伐已經形同被拖慢下來。
在升班無望的1954年至1960年之六年間，多切斯特兩度打入國內最重要杯賽足總盃的第二圈階段，先後同樣以2-5的比分敗於約克城和普利茅夫的腳下。另外還有三次在首圈止步，分別不敵昆士柏流浪、諾域治以及維爾港。
等到甫加入南部聯賽之時，他們只被分到次級南區（Division One South）作賽，而且頭數年時間均適應不良。直至站穩陣腳後的1977/78球季，才帶領他們繼續升班到南部聯賽第一級的超級聯賽（Southern Premier Division）。然而接著一季裡只錄得七場勝仗，使多切斯特很快嚐到降級滋味，這次他們要回到的起點是洗牌重組後的南部聯賽南組（Southern League Southern Division）。隨後的數年他們無奈地成為了搖搖球會之一：不斷地循環重複著升級與降班。截止1987年，多切斯特才在南部超級聯賽安身立命起來，而且還一待就待了15年之久，直到2001年才久違了地再次降班。在這15年之間，他們取得其時球會歷史上最高的聯賽排名，那就是1997/98球季的南部超級聯賽第四名。2001年帶給多切斯特球迷的唯一美好回憶，只有球隊在足總盃的良好勢頭；他們於外圍賽階段一直取勝，直到在正賽首圈作客遇到韋根才以1-3的比數敗退，但該晚2萬5000個座位全滿的JJB球場戰役令不少多切斯特球迷至今仍然回味無窮。
在時任領隊麥克·摩里士（Mark Morris）的帶領底下，多切斯特格外年青的青春陣容在兩年內便又宣佈成功衝上南部超級聯賽，更振奮人心的是他們這次竟是以冠軍身份升班。當2002/03球季煞科戰報捷後，多切斯特上下意外地發現自己經已壓倒了伊斯特本登上南部聯賽東區的榜首。這一切都源於他們在聯賽末段的強力衝刺：最後17輪比賽中他們贏了當中16場。除了創出隊會歷史單季最高聯賽積分和最多勝仗、最少落敗等新紀錄以外，其進攻火力方面也十分可取，42場聯賽裡面他們取得的入球高達112個。2002/03球季毫無疑問是多切斯特球會史上的輝煌一頁。
回到南部超級聯賽的首年對多切斯特而言算的上份外艱辛，然而待到球季尾聲之時他們再次為支持者炮製出驚喜。他們把握住勉力抓來的升班附加賽機會，先後掃走巴恩城以及特沃頓，有如中彩票一般地成為了附加賽的冠軍。這樣彌足珍貴的機遇使多切斯特首次被納入到英格蘭足球議會聯賽之中，得以參與那年剛組成的足球議會南部聯賽，雖然它只是整個職業足球聯賽系統的第六級別，卻已令多切斯特球會上升至一個史無前例的高度。
一年之後，「喜鵲」差點又想在升班附加賽中上演奇蹟，可惜這次的煞科日卻倒楣收場，一場作客保洛雷利斯的7-3敗仗不足以助他們晉身附加賽。此後直至現時，多切斯特仍在足球議會南部聯賽裡努力求存。

## 徽章與顏色
多切斯特球會至今仍然保持著在主場使用黑白色相間直紋球衣的悠久傳統，而短褲和襪子也同為黑色。而他們現時使用著全身黃色的作客球衣，是球會歷史一向以來的第三用色（黑白以外）。此前的作客球衣也曾經起用過天藍、白、紅等色彩。
2005至06球季，為了慶祝球會創立125週年紀念，多切斯特在該季採用了四等分黑白相間的復古球衣款式，與他們成立之初的球衣原型近似。
多切斯特的會徽是一個圓形圖案，白色邊飾帶子的上方寫上黑色的球會名字，下方則有球會的古老暱稱「The Magpies」（喜鵲）字樣。圖案的中央部分亦是一雙在分岔樹枝上左右相對而立的喜鵲，背景是天空般的淺藍色。喜鵲的頭上還加有當地的市政紋章：城堡型線條配上淺紫的底色，便形成了一個盾形。

## 主場球場
大道球場位於多切斯特市郊邊緣地帶的大型連鎖超級市場樂購旁邊，一條古老的鐵路路軌正好倚在球場旁邊。球場建於1900年，包括了一個全座位的主看台，以及三排不設座椅的站立看台；現時的總容納量是5,009人。雖然如此，由於多切斯特長期停留於較低組別聯賽，因此一般比賽日的觀眾約為5-6百人左右。
只有當球隊對著宿敵韋爾茅夫的本地打吡戰時候，才會吸引到更多人入場支持。至今的主場入場人次的最高紀錄出現在1999年的打吡之戰，在現址前身的祖遜球場（Jewson stadium）裡一共吸引了4,159人觀賞。

## 球會榮譽
- 南部聯賽 東區
  - 冠軍（2002/03球季）[7]
- 南部聯賽 南區
  - 冠軍（1979/80、1986/87球季）
  - 亞軍（1977/78球季）
- 南部聯賽杯
  - 冠軍（2001/02球季）
  - 亞軍（1991/92球季）
- 南部聯賽挑戰錦標
  - 冠軍（2002/03球季）
- 西部聯賽甲組
  - 冠軍（1954/55球季）
  - 亞軍（1960/61球季）
- 西部聯賽職業杯
  - 亞軍（1960/61、1961/62球季）
- 多實郡成年杯
  - 冠軍（1950/51、1960/61、1967/68、1968/69、1971/72、1993/94、1995/96、2000/01、2002/03、2006/07、2010/11球季）[7]

## 球員名單
更新日期：2011年6月16日
註釋：國旗表示球員在國際足聯資格規則定義的國家隊。球員可能擁有一個以上非國際足聯國籍。
| 號碼 |        | 位置 | 球員                             |
| ---- | ------ | ---- | -------------------------------- |
|      | 英格兰 | 门将 | 維根·高禾特（Regan Coward）      |
|      | 英格兰 | 门将 | 丹·湯馬斯（Dan Thomas）          |
|      | 英格兰 | 后卫 | 加利·保斯（Gary Bowles）         |
|      | 英格兰 | 后卫 | 積克·史美頓（Jake Smeeton）      |
|      | 英格兰 | 后卫 | 尼爾·馬田（Neil Martin）         |
|      | 威尔士 | 后卫 | 凱利·基查爾（Kyle Critchell）    |
|      | 英格兰 | 后卫 | 拿芬·獲加（Nathan Walker）       |
|      | 英格兰 | 后卫 | 占美·費林頓（Jamie Frampton）    |
|      | 英格兰 | 中场 | 艾殊利·尼路斯（Ashley Nicholls） |
|      | 英格兰 | 中场 | 占美·西美斯（Jamie Symes）       |

| 號碼 |        | 位置 | 球員                           |
| ---- | ------ | ---- | ------------------------------ |
|      | 英格兰 | 中场 | 麥克·捷文（Mark Jermyn）*      |
|      | 英格兰 | 中场 | 史提夫·戴連（Steve Devlin）    |
|      | 英格兰 | 中场 | 阿當·泰萊（Adam Taylor）       |
|      | 英格兰 | 中场 | 尼克·基坦達（Nick Crittenden） |
|      | 英格兰 | 中场 | 占美·格列臣（Jamie Gleeson）   |
|      | 英格兰 | 中场 | 占士·高狄斯（James Coutts）    |
|      | 英格兰 | 前锋 | 賴恩·摩斯（Ryan Moss）         |
|      | 英格兰 | 前锋 | 基斯·費特（Chris Flood）       |
|      | 英格兰 | 前锋 | 賓·迪堅遜（Ben Dickenson）     |

*現任隊長

## 球會職員
| 職位           | 名字                             |
| -------------- | -------------------------------- |
| 領隊           | 艾殊利魯·維加斯 (Ashley Vickers) |
| 助理領隊       | 菲爾·辛金 (Phil Simkin)          |
| 一隊教練       | 安迪·夏里斯 (Andy Harris)        |
| 守門員教練     | 基斯·威爾遜 (Chris Wilson)       |
| 預備組領隊     | 羅比·泰萊 (Robbie Taylor)        |
| 青年軍領隊     | 尼爾·麥基 (Neil Mackie)          |
| 青訓總監       | 馬迪·盧卡斯 (Matt Lucas)         |
| 首席物理治療師 | 達米奧·麥斯遜 (Damion Maston)    |

## 球會紀錄

### 單季聯賽積分
- 最高 - 93分（42場，場均2.21分）：2002/03球季 南部聯賽第一組東區
- 最低 - 20分（38場，場均0.53分）：1983/84球季 南部超級聯賽

### 單季聯賽勝仗
- 最多 - 28場（共42場）：2002/03球季 南部聯賽第一組東區
- 最少 - 4 場（共38場）：1983/84球季 南部超級聯賽

### 單季聯賽和局
- 最多 - 18場（共46場）：1981/82球季 南部聯賽南區
- 最少 - 2 場（共36場，兩次）：1958/59、1959/60球季 西部聯賽甲組

### 單季聯賽落敗
- 最多 - 27場（共40場）：1985/86球季 南部聯賽南區
- 最少 - 5 場（共42場）：2002/03球季 南部聯賽第一組東區

### 單季入球
- 最多 - 115球（40場，場均2.88球)：1960/61球季 西部超級聯賽
- 最少 - 35 球（40場，場均0.88球)：1985/86球季 南部聯賽南區

### 單季失球
- 最多 - 96球（34場，場均2.82球)：1948/49球季 西部聯賽乙組
- 最少 - 30球（34場，場均0.88球)：1976/77球季 南部聯賽南區

## 著名球星
- 2000年代:   菲爾·華殊（英语：Phil Walsh）
- 2000年代:   奇雲·希爾（英语：Kevin Hill (footballer)）
- 2000年代:   祖安·烏加特（英语：Juan Ugarte）
- 2000年代:   馬迪·賀姆斯（英语：Matty Holmes）
- 1990年代:   克雷格·泰萊（英语：Craig Taylor (footballer)）
- 1990年代:   戴倫·加拿（英语：Darren Garner）
- 1980年代:   小約翰·萊福（英语：Trevor Senior）
- 1980年代:   大衛·韋斯（英语：David West (footballer)）
- 1980年代:   馬田·捷華士（英语：Martin Chivers）
- 1970年代:   格拉咸·羅拔斯（英语：Graham Roberts）
- 1970年代:   哈利·列納

## 外部連結
- 多切斯特官方網站 （页面存档备份，存于）
- 多切斯特女子隊官方網站
- 官方球迷會網站